# Арес (учебный парусник)
«Арес» (греч. Άρης) — учебное парусное судно греческого королевского флота в межвоенный период, был одним из немногих новых кораблей ВМФ Греции накануне Второй мировой войны. 
Назван в честь прославившегося в Освободительной войне (1821—1829) греческого брига «Арес». Четвёртый корабль, носящий это название. В 1979—2004 годах название «Арес» носил учебный корабль А-74.

## История строительства корабля
Выйдя из военного десятилетия 1912—1922 годов, Греция с её скудными финансовыми ресурсами не могла себе позволить значительного увеличения или обновления военно-морских сил. Исследователь Димитрис Галон считает, что в значительной степени ограниченные довоенные финансовые возможности греческого государства были связаны с тем, что после 1922 года Греция была вынуждена приютить 1,25 миллионов беженцев из Малой Азии и Восточной Фракии и что эта проблема оставалась острой до начала Второй мировой войны. Усилия по увеличению морской мощи ограничились заказом в Англии двух эсминцев, «Василевс Георгиос» и «Василисса Ольга», делая упор на, по возможности, более совершенную подготовку персонала и организацию флота.
В этих условиях у греческого флота не было никаких надежд на получение нового учебного судна, если бы не Георгиос Минтакис, греческий предприниматель и меценат из греческой общины Египта. Минтакис оплатил бо́льшую часть стоимости нового парусного судна, которое было заказано в 1926 году во Франции. Строительство парусника началось в том же году на верфи «Forges et Chantiers de la Méditerranée, La Seyne». Спуск судна состоялся 28 января 1927
Корабль прибыл в Грецию в мае 1928 года. Первый учебный рейс корабля с курсантами на борту начался 26 июня 1928.

## Корабль
«Арес» был трёхмачтовым парусно-паровым кораблём. На греческом флоте именовался паровым полу-дромоном греч. Ατμομυοδρόμων. Носовая мачта высотой в 7,52 метра несла прямые паруса, в то время как две другие мачты имели парусное вооружение шхуны. Полная площадь парусов составляла 1600 кв м. Внутренняя планировка корабля позволяла проживание на нём 17 офицеров, 110 курсантов (5 классов), 140 практикантов, 40 унтер-офицеров и 80 моряков. Кроме парусов, корабль располагал одним поршневым двигателем тройного расширения 100 л. с. и двумя котлами «Babcock & Wilcox» вместимостью 160 тонн топлива. Скорость корабля на ходу с двигателем не превышала 11 узлов. Корабль располагал искусственной вентиляцией, центральным отоплением, холодильной установкой, опреснителями воды, прачечными и душевыми, просторным лазаретом, мастерской курсантов, библиотекой, лабораториями физики и морских инструментов
В учебных целях и в целях демонстрации греческого флага, корабль совершил множество рейсов в Средиземном море и, во многих случаях, с выходом из него.

## Начало войны
28 октября 1940 года итальянские войска вторглись в Грецию с территории подконтрольной Италии и союзной ей Албании. Учитывая тот факт, что для покорения Франции «Оси» понадобилось 45 дней (несмотря на присутствие там больших британских сил), Польши 37 дней, Бельгии 18 дней, Голландии 5 дней, Дании 12 часов, в то время как Болгария, Венгрия, Румыния и Албания присоединились к Оси добровольно или под давлением, мир не ожидал чудес от Греции. Верховное греческое командование тоже не верило в чудеса и дало установку приграничным войскам на поэтапное отступление и бои «в честь оружия». Греческий историк Т. Герозисис, в своём фундаментальном труде «Офицерский корпус и его роль в современном греческом обществе, 1821—1975», пишет:

«Командование армии и диктаторский режим не подозревали, что младшие офицерские чины ощущали твёрдое намерение народа оказать сопротивление любому чужеземному вторжению.»

Этим объясняется, что на поле боя в секторе Элеа-Каламас генерал Кацимитрос, «сумасшедший» командир VIII дивизии, добился «неожиданного» успеха, что полковник Давакис и майор Каравиас, возглавляя отряд в 2 тысячи солдат и защищая фронт протяжённостью в десятки км, блокировали продвижение мощнейшей итальянской дивизии Джулия". После побед на Пинде и в секторе Элеа-Каламас, греческая армия перенесла военные действия на территорию Албании. Это была первая победа стран антифашистской коалиции против сил Оси.
С началом войны учебный парусник «Арес», в силу своей тихоходности, использовался как плавучий госпиталь. «Арес», располагая 110 койками и 3 офицерскими каютами, принимал на борту как больных из состава флота, так и раненных из состава армии. Отмечено 2 рейса «Ареса» из города Месолонгион.

## От «Ареса» к «Грацу»
Продолжающие греческие победы в Албании и безуспешная попытка итальянцев переломить ход войны в марте 1941 года вынудили Гитлеровскую Германию прийти на помощь своему незадачливому союзнику. Германская армия, вторгшаяся в Грецию из союзной немцам Болгарии 6 апреля 1941 года, не смогла с хода взять Линию Метаксаса на греко-болгарской границе. Германские 18-й и 30-й армейские корпуса атаковали «Линию», но имели ограниченный успех. В течение 4-х дней боёв, несмотря на массированный артобстрел и использование штурмовой авиации, немцы не могли занять господствующие позиции греческой линии обороны. 2-я танковая дивизия вермахта (18-й корпус), совершив обходной манёвр, пересекла болгаро-югославскую границу 8 апреля и, не встретив здесь сопротивления югославов, через неприкрытую греко-югославскую границу вышла к Фессалоники 9 апреля, отсекая таким образом группу дивизий Восточной Македонии (4 дивизии и 1 бригада) от греческой армии в Албании, продолжавшей сражаться против итальянцев.
Дорога на Афины была открытой для германских дивизий. Греческих частей на их пути практически не было. В Афинах было объявлено Военное положение. В атмосфере пораженчества и германофильства части генералов, 18 апреля состоялось заседание совета министров под председательством премьера А. Коризиса. Правительство и король Георг приняли решение оставить континентальную Грецию и перебраться на Крит. Коризис ушёл с встречи опустошённым и направился домой, где покончил жизнь самоубийством.
Правительство возглавил Э. Цудерос. 23 апреля новое правительство, вместе с королевской семьёй отбыли на Крит, в то время как разрозненные части греческой армии, под командованием «сумасшедших» офицеров, отказывавшихся капитулировать, отступали с боями к морским портам, чтобы добраться до Крита или Египта:554.
При приближении немцев к Афинам корабли флота получили приказ оставить базу на Саламине и идти на юг. В эти недели ВМФ Греции потерял 25 кораблей.
Все потери ВМФ Греции, за исключением подводной лодки «Протей Y-3», являются результатом деятельности Люфтваффе. Среди прочих судов, самолёты Люфтваффе потопили плавучие госпитали, невзирая на знаки Красного креста и их освещение ночью («Аттика» 11 апреля, «Эсперос», «Эллинис» b «Сократис» 21 апреля, «Поликос» и «Андрос» 25 апреля. В силу своей тихоходности, «Арес» не последовал с флотом в Египет. Однако в отличие от других оставляемых на базе кораблей, «Арес» не был потоплен, что вероятно объясняется предположениями о ненадобности корабля немцам.

## «Грац»
Немцы вступили в Афины 27 апреля. При всех недостатках корабля, немецкое командование всё же приняло решение использовать брошенный «Арис» в качестве плавгоспиталя и 28 ноября 1941 года переименовало корабль в «Грац». После ремонтных и модернизационных работ, плавгоспиталь мог принимать до 299 раненных, при экипаже в 38 человек. Корабль получил новый котёл и трёхцилиндровый двигатель в 1000 л. с.. Однако и с новым двигателем его скорость не превышала 10 узлов. Оккупационные власти позаботились найти и насильственно мобилизовать греческих моряков, служивших в разные годы на «Аресе», для комплектации экипажа, а также медицинский персонал служивший на корабле с ноября 1940 года.
Плавгоспиталь, под именем «Грац», был задействован на северо-африканском театре военных действий.
5 декабря 1942 года, в 6:15., «Грац», подорвался на мине у островков Кани в 10 милях к северо-востоку от порта Бизерта, Тунис и затонул. Из моряков греческого экипажа и медицинского персонала 50 человек погибли, 11 спаслись. Не располагаем информацией о жертвах из числа немецких военнослужащих охраны, раненых и медицинского персонала.